# William Angus Knight
Pour l’article homonyme, voir Knight.
William Angus Knight, né le 22 février 1836 à Mordington (en) et mort le 4 mars 1916 à Keswick, est un pasteur de l'Église libre d'Écosse, un auteur et professeur de philosophie morale à l'université de St Andrews écossais. Il crée la qualification Lady Literate in Arts.

## Biographie
William Angus Knight nait dans le manse de Mordington (en), dans les Scottish Borders, le 22 février 1836 et est le fils du révérend George Fulton Knight,.
Il fait ses études localement et puis rejoint la High School d'Édimbourg. Il étudie ensuite à l'université d'Édimbourg pour obtenir un diplôme général avant de suivre une formation de ministre de l'Église libre d'Écosse au New College d'Édimbourg. Il est ordonné à la Église libre St Enoch's de Dundee en 1866. En 1873, dans un geste assez rare, lui et sa congrégation quittent l'Église libre pour rejoindre l'Église d'Écosse.
En 1876, il est nommé professeur de philosophie morale à l'université de St Andrews. En constante évolution, il quitte l'Église d'Écosse en 1879 pour rejoindre l'Église épiscopalienne écossaise. Il prend sa retraite en 1902 et meurt le 4 mars 1916 à Keswick,.
Dans le domaine de la philosophie, son œuvre, éditoriale et autre, comprend sa collection de Philosophical Classics for English Readers (quinze volumes, 1880-90), dont il a rédigé certains textes. Bien qu'il ait écrit de nombreuses publications, il est probablement plus connu pour ses travaux sur William Wordsworth. Son édition Wordsworth's Works and Life (1881-89) est contenue dans onze volumes. Il offre aux administrateurs de l'ancienne maison du poète, Dove Cottage, toutes les éditions des poèmes de Wordsworth qu'il possède. Il correspond également avec Robert Browning au sujet d'Elizabeth Barrett Browning et, lors de sa retraite en 1905, il se rend au cimetière suisse de Florence, appelé cimetière anglais, pour planter la rose rouge sur sa tombe, qui fleurit toujours, en l'honneur de l'apprentissage des femmes, bien que la plaque émaillée célébrant cet acte ait été volée depuis[réf. nécessaire].

## Vie privée
En 1865, il épouse Mary Simpson Landale. Son neveu est le révérend G. A. Frank Knight (en).

## Reconnaissance artistique
Son portrait par Elizabeth Alexander a été offert à l'université de St Andrews par les Ladies Literate in Arts dont il a encouragé l'admission.

## Œuvres
Principales œuvres: 
- Hume (1886)
- Principal Shairp and his Friends (1888)
- Essays in Philosophy, Old and New (1890)
- The Philosophy of the Beautiful (two volumes, 1891–93)
- The Christian Ethic (1894)
- Aspects of Theism (1894)
- The Transactions of the Wordsworth Society (1880–86)
- Selections from Wordsworth (1889)
- Wordsworthiana (1889)
- Through the Wordsworth Country (1892)
- Wordsworth's Prose (1893)
- The English Lake District, as Interpreted in the Poems of Wordsworth (1878–91)
- The Poetical Works of William Wordsworth (1896)
- The Works of William Wordsworth and Dorothy Wordsworth (twelve volumes, 1896–97)
- Dove Cottage from 1800 to 1900 (1900)
- Lord Monboddo and Some of his Contemporaries (1900)
- Inter Amicos (1901)
- Pro Patria et Regina (1901)
- Varia: Studies on Problems of Philosophy and Ethics (1901)
- Retrospects (1903)
- The Poets on Christmas (1906)
- Things New and Old (1909)
- The Golden Wisdom of the Apocrypha (1910)
- The Glamour of University of Oxford (1911)
- The Browning Centenary (1912)
- An Eastern Anthology (1912)
- Coleridge and Wordsworth in the West Country: Their Friendship, Work, and Surroundings (1914)